# 約翰遜鎮區 (印地安納州吉布森縣)
約翰遜鎮區（英語：Johnson Township）是位於美國印地安納州吉布森縣的一個行政鎮區。

## 地方資料
根據2010年美國人口普查的數據，約翰遜鎮區的面積為105.30平方千米，當中陸地面積為105.00平方千米，而水域面積為0.30平方千米。當地共有人口4195人，而人口密度為每平方千米39.84人。